# Port franc de Budapest
Le port franc de Budapest (Budapesti szabadkikötő) est un port de commerce situé sur le Danube, en aval de Budapest. Il s'agit du plus grand port de Hongrie.